# Trinomys paratus
Trinomys paratus és una espècie de mamífer rosegador de la família de les rates espinoses. És endèmica del sud-est del Brasil. Se sap molt poca cosa sobre el seu hàbitat i la seva història natural, però se sospita que viu als vestigis dels boscos tropicals humits de plana. Es desconeix si hi ha cap amenaça significativa per a la supervivència d'aquesta espècie, tot i que la transformació del seu entorn per a usos ramaders i agrícoles podria tenir-hi un impacte significatiu.